# С половин душа
„С половин душа“ е десетата песен на българската певица Росица Кирилова от двадесет и първия ѝ студиен албум „25 години на сцената – Като да и не“.